# Enrico Avigdor
Enrico Salomon Avigdor, anche noto come Henri o Henry Avigdor (Nizza, 20 gennaio 1814 – 1871), è stato un politico italiano.

## Biografia
Fu, come il fratello Giulio, Deputato del Regno di Sardegna. Rappresentò infatti il collegio di Gavi nella IV legislatura.
Si batté a duello con Camillo Benso, conte di Cavour, il 13 aprile 1850, in seguito ad alcuni articoli giornalistici ritenuti offensivi.